# Ernst Flechsig
Ernst Flechsig (* 5. Oktober 1852 in Elster; † 11. Oktober 1890 in Bad Elster) war ein deutscher Chemiker und Schachmeister.

## Leben
Flechsig wurde als Sohn eines Arztes geboren. Er besuchte die humanistische Thomasschule zu Leipzig.
Ab 1874 studierte er Chemie und Naturwissenschaften an der Universität Leipzig. 1878 wurde er an der Ruprecht-Karls-Universität Heidelberg zum Dr. phil. promoviert. Danach war er Assistent am Tierchemischen Institut der Landwirtschaftlichen Akademie in Proskau und ab 1887 am Tierchemischen Institut der Universität Breslau. Im Anschluss wurde er Mitarbeiter der Portland-Cement-Fabrik in Westfalen. Dann wurde er Chemiker in der Sohllederfabrik der Familie Knoch in Hirschberg (Saale).
Als Schachspieler belegte er 1876 den zweiten Platz hinter Wilfried Paulsen beim 10. Kongress des Westdeutschen Schachbundes in Düsseldorf, 1877 den 10. Platz beim 3. Kongress des Mitteldeutschen Schachbundes (Gewinner: Louis Paulsen) und 1879 den 8. Platz beim 1. Kongress des DSB (Gewinner: Berthold Englisch). Gegen Fritz Riemann bestritt er 1885 in Breslau ein Match, das unentschieden endete (5:5). Seine beste historische Elo-Zahl war 2544 (Februar 1886). Im Januar 1880 belegte er den 20. Platz der nachträglich berechneten Schach-Weltrangliste.
Flechsig erkrankte an einer Rippenfellentzündung und verstarb 1890 im Elternhaus in Bad Elster.